# Park Oliwa

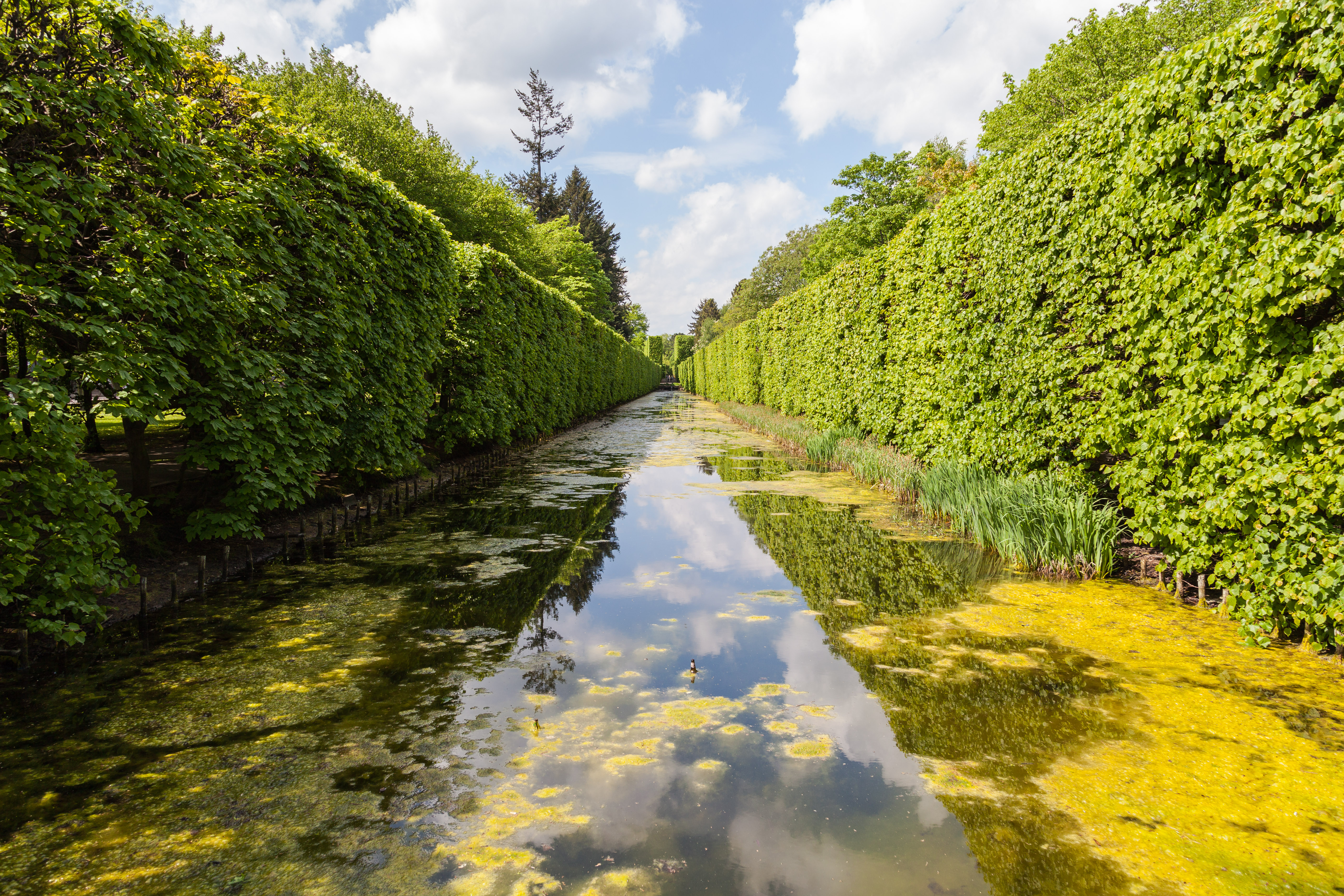
Park Oliwa.

Park Oliwa of Adam Mickiewicz Park is een park in de wijk Oliwa in de Poolse stad Gdańsk. Het park is erkend als monument. In het park bevindt zich het abtpaleis Oliva.